# Shotwick

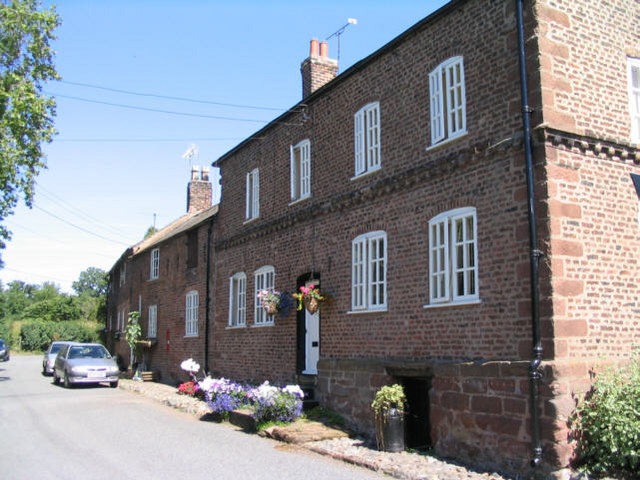
Une rue de Shotwick.

Shotwick est un village et une ancienne paroisse civile située dans l'autorité unitaire de Cheshire West and Chester, dans le comté traditionnel du Cheshire, en Angleterre ; le village est proche de la frontière avec le Pays de Galles et fait partie de la paroisse civile de Puddington.